# Episodi di Naruto: Shippuden (quattordicesima stagione)
La Saga speciale: Potere (特別編 力ーchikaraー?, Tokubetsu hen: chikara) costituisce la quattordicesima stagione della serie televisiva anime Naruto: Shippuden ed è composta dagli episodi che vanno dal 290 al 295. La regia è di Hayato Date ed è prodotta da TV Tokyo e Pierrot. Gli episodi, anche se ispirati al manga di Masashi Kishimoto Naruto, non sono adattati direttamente da esso, ma costituiscono una saga originale. La trama parla della battaglia tra le forze di Konoha e Kabuto Yakushi, prima della Quarta Guerra Ninja.
La quattordicesima stagione è stata trasmessa in Giappone dal 22 novembre 2012 al 10 gennaio 2013 su TV Tokyo. In Italia è andata in onda su Italia 2 dal 13 al 20 marzo 2017.
La stagione adotta la sigla di apertura Moshimo di Daisuke e la sigla di chiusura MOTHER dei MUCC.

## Lista episodi
| Nº  | Titolo italiano Giapponese 「Kanji」 - Rōmaji | In onda          | In onda       |
| Nº  | Titolo italiano Giapponese 「Kanji」 - Rōmaji | Giapponese       | Italiano      |
| 290 | La trappola di Kabuto 「「力－Chikara－」Episode 1」 - Chikara - Episōdo Wan | 22 novembre 2012 | 13 marzo 2017 |
| 290 | Quest'episodio è ambientato dopo il summit dei Kage. Il team Kakashi viene mandato in un villaggio per indagare sulla sua distruzione. In un lago vicino al villaggio, Naruto e Sakura incontrano Kabuto che rivela loro di essere riuscito a ricreare Hidan grazie a degli esperimenti su dei serpenti di Orochimaru. Subito, Naruto e Sakura si lanciano all'attacco di Kabuto che evoca altri ninja resuscitati fra cui Deidara e inizia lo scontro. |                  |               |
| 291 | L'antica leggenda 「「力－Chikara－」Episode 2」 - Chikara - Episōdo Tsū | 29 novembre 2012 | 14 marzo 2017 |
| 291 | Durante lo scontro, Naruto viene inghiottito dal serpente evocato da Kabuto, riesce a liberarsi ma assimila inavvertitamente serpenti, usati da Kabuto per evocare Hidan, presenti nell'acqua. Kabuto, non avendo il completo controllo sui resuscitati, si ritira appena vede Naruto. Successivamente Sakura, Naruto e Shiseru si dirigono a cercare Dokku che si spaventa vedendo il coprifronte uguale a quello dei resuscitati, e scappa fino ad un ponte rotto, dove rischia di morire ma viene salvato da Naruto. Yamato e Sai intanto cercano di capire l'obiettivo di Kabuto e indagano sulla buca, che si scopre aver avuto un grande potere secoli prima. Naruto e Dokku alla fine parlano di come il primo sia riuscito a diventare un eroe famoso pure lì mentre Dokku da giovane non era riuscito a salvare una ragazza. Infine, si vede Kabuto parlare usando un rotolo e perfezionare il talismano per controllare Deidara. |                  |               |
| 292 | Le sensazioni di Mina 「「力－Chikara－」Episode 3」 - Chikara - Episōdo Surī | 6 dicembre 2012  | 15 marzo 2017 |
| 292 | Mina durante la notte si sveglia per un incubo con i serpenti che hanno inghiottito Naruto. Leo, Faz e Lando la mattina dopo convincono Naruto, non in perfetta forma, ad insegnargli il ninjutsu. Hidan e Deidara, mentre discutevano su come avevano ucciso alcuni membri del villaggio Hacho, si ritrovano contro Yamato e Sai. Intanto Miina continua a sognare immagini spiacevoli e dice "vattene" a Naruto. Shiseru, credendo sia maleducata, le dà uno schiaffo e quest'ultima scappa. Disonasu, dicendo di essere il capo del villaggio, viene insieme al nonno di Miina per convincere Dokku a dargli lo strumento che gli serve per attivare Saezuri, ma Miina si accorge che il nonno era stato resuscitato da Kabuto, che appare sconvolgendo la scena. Naruto poco dopo si libera da quel che Miina voleva scacciare, così si forma una pozza nera che si trasforma in una seconda versione del Kyuubi, che Kabuto cercherà di controllare, senza riuscirci. |                  |               |
| 293 | Il clone della Volpe 「「力－Chikara－」Episode 4」 - Chikara - Episōdo Fō | 13 dicembre 2012 | 16 marzo 2017 |
| 293 | Il clone della Volpe prova ad attaccare Dokku, che viene salvato da Gai e Rock-Lee. Successivamente arrivano i vecchi compagni di Naruto, che affrontano i resuscitati, mentre Kakashi affronta Kabuto. La Volpe intanto si libera per poter assorbire il chakra da Naruto, ancora incosciente, cresce di dimensione e inizia a distruggere il villaggio Hacho. Dokku prova a salvare Naruto ma entrambi vengono presi da Kabuto, che ha usato dei serpenti capaci di assorbire il chakra per fermare Naruto. Nel frattempo Shiseru pensa ad una precedente conversazione con Dokku, durante la quale pensano se adottare o no i bambini. Leo e gli altri bambini, invece, convinti di poter salvare il maestro, danno a Kabuto l'ultimo pezzo di Saezuri, e ciò permette a Disonasu, che rivela di essere un traditore, di evocare, tramite un rotolo, Saezuri. |                  |               |
| 294 | L'ambizione di Disonasu 「「力－Chikara－」Episode 5」 - Chikara - Episōdo Faibu | 20 dicembre 2012 | 17 marzo 2017 |
| 294 | Dokku, venendo a conoscenza dell'accordo tra Disonasu e Kabuto, prova ad attaccarlo ma viene facilmente fermato. Disonasu inoltre si complimenta con Naruto per aver sconfitto Pain, che tempo prima l'aveva lasciato senza poteri. I ninja della Foglia e Shiseru si muovono velocemente per arrivare alla Buca ma Kabuto, usando un clone, era riuscito a prendere l'ultimo pezzo per usare Saezuri, che viene attivato poco dopo con un suono simile a quello che lei usava suonare. Kakashi arriva poco dopo e rivela il passato di Disonasu alleato di Orochimaru, ma Kabuto evoca Deidara, Hidan e il clone della volpe, che affronterà Naruto, liberatosi usando la modalità eremitica. Shikamaru affronta Hidan, che era stato immobilizzato e si dissolve a causa della corta vita dei serpenti nel suo corpo. La puntata si conclude vedendo il potere dell'obelisco creato dall'attivazione di Saezuri. |                  |               |
| 295 | Naruto perde il controllo 「「力－Chikara－」Episode Final」 - Chikara - Episōdo Fainaru | 10 gennaio 2013  | 20 marzo 2017 |
| 295 | Assorbendo il potere della torre che si era creata, il clone si trasforma in una versione ad otto teste ed uccide Disonasu. Naruto, dopo essere stato colpito, riesce, grazie alla voce di Minato a creare un mantello di chakra con l'immagine della volpe con sei code. Non riuscendo, però, a sconfiggere il clone, Naruto è costretto a farsi dominare dalla Volpe, che assume la forma a sette code e viene affrontata da Yamato. Kakashi, intanto, era impegnato nello scontro con Kabuto e Deidara, che lasciano il campo di battaglia usando un diversivo. Dokku e Shiseru invece andando a disattivare la fonte di potere, si confessano il loro amore, ma Shiseru rischia di cadere, con Dokku che la teneva con una mano, proprio come vari anni prima. Miina riesce a far tornare Naruto al controllo, così lui attivando una forma simile a quella che attiverà con l'allenamento insieme a Bee, la salva usando la sua velocità. Dokku, ricordando la melodia di Miina, disattiva il Saezuri, mentre Naruto usa i suoi nuovi poteri per fermare il clone della volpe. Alla fine dell'episodio, i bambini festeggiano con Naruto, esausto. |                  |               |

## DVD

### Giappone
Gli episodi della quattordicesima stagione di Naruto: Shippuden sono stati distribuiti in Giappone anche tramite DVD, da settembre 2013 a febbraio 2014.
| N° | Data          | Dischi | Episodi | Extra |
| -- | ------------- | ------ | ------- | ----- |
| 1  | 3 luglio 2013 | 1      | 290-292 | /     |
| 2  | 7 agosto 2013 | 1      | 293-295 | /     |